# Lista odcinków serialu To nie ja
Poniżej znajduje się lista odcinków serialu To nie ja emitowanego w USA od 17 stycznia 2014 roku na kanale Disney Channel. W Polsce serial jest miał swą premierę 14 czerwca 2014.

## Odcinki
| Seria | Seria | Odcinki | Premierowa emisja | Premierowa emisja    | Premierowa emisja | Premierowa emisja |
| Seria | Seria | Odcinki | Premiera serii    | Finał serii          | Premiera serii    | Finał serii       |
| ----- | ----- | ------- | ----------------- | -------------------- | ----------------- | ----------------- |
|       | 1     | 20      | 17 stycznia 2014  | 7 grudnia 2014       | 14 czerwca 2014   | 17 stycznia 2015  |
|       | 2     | 19      | 15 lutego 2015    | 16 października 2015 | 20 czerwca 2015   | 30 kwietnia 2021  |

### Seria 1: 2014
| 1 | Początki The Pilot                                                        | Bruce Leddy    | Tod Himmel Josh Silverstein            | 17 stycznia 2014    | 14 czerwca 2014   | 101 |
| Lindy i Logan chcą być popularni w liceum, więc urządzają imprezę w domu podczas nieobecności rodziców. Impreza wymyka się spod kontroli. Na dodatek przed imprezą przychodzi do nich starsza sąsiadka, która usypia, ale Logan i Lindy myślą, że umarła. Gościnnie: Angela Paton jako pani Klasby, Chad Buchanan jako Seth Wall, Larry Joe Campbell jako Doug Peterman, Alan Chow jako DJ, Claire Beale jako młoda Lindy, Jacob Johnson jako młody Logan, Alex Kapp Horner as Nora Watson, Matt Champagne as Bob Watson |                                                                           |                |                                        |                     |                   |     |
| 2 | Makaronowa Remiza Strażaka Freddy’ego Fireman Freddy’s Spaghetti Station  | Bruce Leddy    | Tod Himmel                             | 26 stycznia 2014    | 14 czerwca 2014   | 104 |
| Delia chce dostać pracę w Remizie Spaghetti strażaka Freddy’ego, gdzie niegdyś ona i jej przyjaciele obchodzili urodziny, jednak przez przypadek pracę dostaje Lindy. Tymczasem Garrett i Logan chcą zająć miejsce na kanapie w ich ulubionej knajpce, jednak zawsze uprzedzają ich dzieci. Gościnnie: Christopher Darga jako strażak Freddy, Pappy Faulkner jako Kyle, Alyssa Preston jako Mona, Reggie De Leon jako menadżer, Claire Beale jako młoda Lindy, Max Page jako młody Logan, Saylor Curda jako młoda Jasmine, Jake Brennan jako młody Garrett, Georgia Cook jako młoda Delia, Ed Hopkins as spiker |                                                                           |                |                                        |                     |                   |     |
| 3 | Ten nowy The New Guy                                                      | Bruce Leddy    | Rob Lotterstein                        | 9 lutego 2014       | 21 czerwca 2014   | 103 |
| Lindy, Logan, Jasmine, Garrett i Delia chcą do swojej paczki nowego kolesia. Nadarza się ku temu okazja gdy do szkoły dołącza nowy chłopak - Tom. Zaprzyjaźniają się z nim, jednak on opowiada same nudne rzeczy. Postanawiają się go pozbyć. Kiedy dowiadują się, że ten ma lęk wysokości postanawiają zaprosić go na udawane skoki na spadochronie, myśląc, że chłopak przestraszy się. Problem wynika, gdy ten chce pokonać lęk i teraz przyjaciele muszą skakać na spadochronie. Gościnnie: Claire Beale jako młoda Lindy, Max Page jako młody Logan, Saylor Curda jako młoda Jasmine, Jake Brennan jako młody Garrett, Georgia Cook jako młoda Delia, Cameron Palatas jako Tom Bigham, Chris Elwood jako instruktor, Ryan Christopher Lee jako kujon |                                                                           |                |                                        |                     |                   |     |
| 4 | Drogi licealny ja Dear High School Self                                   | Bruce Leddy    | Judd Pillot                            | 16 lutego 2014      | 28 czerwca 2014   | 102 |
| Lindy z niecierpliwością czeka na list, który napisała w podstawówce do samej siebie z przyszłości. Jest tym bardzo podekscytowana. Jej przyjaciele chcą wiedzieć co w nim napisała. Kiedy Lindy otwiera list okazuje się, że napisała tam, że chce nowych przyjaciół, więc stara się ukryć list. Gościnnie: Claire Beale jako młoda Lindy, Max Page jako młody Logan, Saylor Curda jako młoda Jasmine, Jake Brennan jako młody Garrett, Georgia Cook jako młoda Delia, Bonnie Hellman jako pani Babcock, Kimberly Hebert-Gregory jako listonoszka |                                                                           |                |                                        |                     |                   |     |
| 5 | Niech tylko nie smakuje jak brukselka If It Tastes Like a Brussels Sprout | Bruce Leddy    | Alessia Costantini                     | 9 marca 2014        | 12 lipca 2014     | 106 |
| Lindy wprowadza w szkole na obiad warzywa co nie przypada do gustu uczniom. Logan i Jasmine postanawiają stworzyć preparat, który polepszy smak warzywom. Lindy jest sceptycznie nastawiona do tego pomysłu i sądzi, że to się nie uda. Wkrótce zmienia zdanie, gdy preparat okazuje się hitem i chce dołączyć do drużyny, ale Logan nie chce jej. Jasmine pozwala Lindy dołączyć co nie podoba się Loganowi. Paczka ma okazje wystąpić w programie "Biznesmeni Barracudy", gdzie najlepsze pomysły mogą być sprzedane, a ich właściciele mogą zarabiać dużo pieniędzy. Logan dodaje do preparatu błękitny barwnik za plecami Jasmine, gdyż ta pozwoliła Lindy dołączyć. Wkrótce w programie wszyscy, którzy spożyli preparat zaczynają wymiotować przez błękitny barwnik. Gościnnie: Patrick Malone jako Barracuda 1, Jeremy Scott Johnson jako Barracuda 2, Kelly Bolden Bashar jako Barracuda 3, Renee Percy jako reporterka |                                                                           |                |                                        |                     |                   |     |
| 6 | Lindy-pychota Lindylicious                                                | Bruce Leddy    | Sarah Jane Cunningham Suzie V. Freeman | 16 marca 2014       | 5 lipca 2014      | 105 |
| Koktajl Lindy-pychota zwycięża w konkursie na najlepszy koktajl. Okazuje się, że sędzia konkursu wybrał ten koktajl, bo chciał się umówić z lindy. Ta by relacja nie zaszła za daleko zaprasza na ich randkę także Jasmine, Delie i Garretta. Chłopak zły na Lindy usuwa jej koktajl z knajpy, więc ta postanawia go sprzedawać w sklepie. Tymczasem Logan chce spisać wypracowanie Delii, więc ta chce mu dać nauczkę. Garrett chce rozwiązać zagadkę nieświeżego popcornu, a Jasmine zakochała się w pracowniku kina, ale tylko dlatego, że ma na sobie garnitur. Gościnnie: Nicholas Podany jako Max, Wesam Keesh jako Cole, Elizabeth Stocks jako Nancy |                                                                           |                |                                        |                     |                   |     |
| 7 | Śnieżny problem Snow Problem                                              | Bruce Leddy    | Rob Lotterstein                        | 6 kwietnia 2014     | 19 lipca 2014     | 107 |
| Logan znajduje w dobrej cenie ośrodek narciarski, do którego jedzie razem z Lindy, Garrettem, Jasmine, Delią i rodzicami. Wkrótce Lindy zakochała się w instruktorze snowboardowym i kłamie mu, że nie umie jeździć na snowboardzie by ten ją uczył. Tymczasem Logan chce udowodnić, że jest równie odpowiedzialny co Lindy, więc postanawia zająć się ośrodkiem podczas nieobecności rodziców, Delia jest pochłonięta książką, a Jasmine nie chce nigdzie wyjść, gdyż zapomniała kosmetyczki. Gościnnie: Alex Kapp Horner jako Nora Watson, Matt Champagne jako Bob Watson, Robert Scott Wilson jako Dash |                                                                           |                |                                        |                     |                   |     |
| 8 | Gorączka zakatarzonej nocy Dance Fever                                    | Bruce Leddy    | Todd Himmel                            | 13 kwietnia 2014    | 26 lipca 2014     | 111 |
| Lindy jest przerażona, gdy najmilsza uczennica w szkole jej grozi i próbuje zrobić wszystko by Lindy straciła wzorową frekwencję. Tymczasem Jasmine czeka na zaproszenie od chłopaka na bal, Garrett chce zaprosić dziewczynę na bal w wyjątkowy sposób, a Logan chce zaimponować dziewczynie. Gość specjalny: Peyton List jako Sherri Gościnnie: Barry Finkeljako pan Applebaum, Scott Shilstone jako Dave Bixby, Alan Chowjako DJ, Tristen Bankston jako Steve |                                                                           |                |                                        |                     |                   |     |
| 9 | Raz muzeum, a raz nie Now Museum, Now You Don't                           | Bruce Leddy    | Sarah Jane Cunningham Suzie V. Freeman | 4 maja 2014         | 6 września 2014   | 108 |
| Lindy dostaje się na staż w muzeum, jednak okazuje się, że jej obowiązkiem będzie pilnowanie schodów. Logan dostaje o wiele lepszą posadę od Lindy. Tymczasem Delia myśli, że jest potomkiem Nefretete, więc Jasmine stara się jej udowodnić, że jest inaczej, a Garrett chce przestać obgryzać paznokcie. Gościnnie: Beth Grant jako Trudy Tanzer Dinkins |                                                                           |                |                                        |                     |                   |     |
| 10 | Porwanie w Białym Domu In the Doghouse on the White House                 | Joel Zwick     | Rob Lotterstein                        | 22 czerwca 2014     | 13 września 2014  | 115 |
| Paczka jedzie na klasową wycieczkę do Waszyngtonu. Lindy stara się zwiedzić miasto, ale jej plany się krzyżują, gdy przez przypadek zostaje zamknięta na balkonie w hotelu. Garrett jest podekscytowany pobytem w hotelu, a Logan spotyka Senatora. Problem wynika, gdy pies prezydenta wchodzi do torby Delii i cała paczka oskarżona jest o kradzież psa. Gościnnie: Rob Nagle jako agent, Renee Percy jako reporterka, Annie Abbott jako pokojówka, Reggie Brown jako Prezydent, Kevin Symons jako Senator Snell |                                                                           |                |                                        |                     |                   |     |
| 11 | Telefoniczne wyzwanie The Phone Challenge                                 | Bryce Leddy    | Josh Silverstein                       | 29 czerwca 2014     | 20 września 2014  | 109 |
| Loganowi psuje się telefon, więc paczka wpada na pomysł by przez 72 godziny żyli bez telefonów. Nie idzie im to łatwo. Logan nie może wytrzymać, gdyż dziewczyna, która mu się podoba czeka na SMS. Garrett zaczyna dostrzegać jak piękny jest świat, gdy nie używa telefonu. Jasmine nie zamierza trzymać się paktu i używa awaryjnego telefonu. Gościnnie: Larry Joe Campbell jako Doug Peterman, Raymond Ochoa jako Zane, Sharon Muthu jako Singing Telegram Gal, Sedona Cohen jako Haley, Markus Silbiger jako brat Haley |                                                                           |                |                                        |                     |                   |     |
| 12 | Moc bliźniąt Twin It to Win It                                            | Bruce Leddy    | Josh Silverstein                       | 13 lipca 2014       | 27 września 2014  | 110 |
| Pani Denise Malloy jest zaciekawiona tym, jak Lindy i Logan używają telepatii. Postanawia zrobić na nich badania bliźniąt by sprawdzić jaką więź mają Lindy i Logan. Wynik jest zaskakująco wysoki i pani Malloy kwalifikuje ich do konkursu bliźniąt. Okazuje się, że Logan oszukiwał ściągając odpowiedzi od Lindy. Tymczasem Delia i Jasmine zostają w kozie i są podekscytowane tym jak wiele rzeczy mogą robić w kozie, więc postanawiają tam trafiać codziennie. Gościnnie: Seana Kofoed jako Leanne Park, Katherine Von Till jako dr Denise Malloy, Todd Robert Anderson jako pan Vaughn |                                                                           |                |                                        |                     |                   |     |
| 13 | Chłopcy z Ziemi są be Earth Boys Are Icky                                 | Lynn McCracken | Josh Silverstein                       | 27 lipca 2014       | 23 listopada 2014 | 119 |
| Delia twierdzi, że ziemscy chłopcy nie są dla niej odpowiedni, więc postanawia sprowadzić sobie chłopaka z kosmosu. Tymczasem Lindy stara się udowodnić Jasmine, że nie jest taka grzeczna, Logan dowiaduje się, że jego nowa dziewczyna jest córką dyrektora, a Garrett chce być starszym kolega małego chłopca co mu za bardzo nie wychodzi. Gościnnie: Stefan Marks jako dyrektor Bricker, Matthew Botouchis jako Paul, Dat Pham jako Finn, Savannah Lathem jako Danica Bricker, Kendall Ryan Saunders jako Louie |                                                                           |                |                                        |                     |                   |     |
| 14 | Lindy wie lepiej Lindy Nose Best                                          | Bruce Leddy    | Judd Pillot                            | 10 sierpnia 2014    | 2 listopada 2014  | 112 |
| Lindy nie może znieść faktu iż nauczyciel jej nie lubi. Postanawia coś zrobić by to się zmieniło, jednak za każdym razem pogarsza sprawę. W międzyczasie Jasmine i Logan udają parę by wzbudzić zazdrość w ich ukochanych, jednak Jasmine wkrótce zakochała się w Loganie, a Garrett przez Delie zostaje wyrzucony w drużyny footballowej. Gościnnie: JC Gonzalez jako Mike, Cameron Inman jako Jenna, Marc Evan, Jackson jako pan Buffington, Lindsey Alley jako Judy, Kristin Eggers jako Tammy, Charles Malik Whitfield jako trener Laketta |                                                                           |                |                                        |                     |                   |     |
| 15 | Piłka albo nie Ball or Nothing                                            | Joel Zwick     | Tod Himmel                             | 24 sierpnia 2014    | 9 listopada 2014  | 118 |
| Lindy i Logan niszczą piłkę z autografem, którą ojciec miał dać swojemu szefowi w zamian za awans. Postanawiają znaleźć gracza by im podpisał inną piłkę. Tymczasem Delia prosi Jasmine by poszła z nią na podwójną randkę. Gościnnie: Matt Champagne jako Bob Watson, Alshon Jeffery jako on sam, Dick Butkus jako on sam, Ariela Barer jako Megan, Ryan Malgarini jako Alex, Lukas Gage jako gość |                                                                           |                |                                        |                     |                   |     |
| 16 | Bieg Logana Logan's Run                                                   | Bruce Leddy    | Sasha Stroman                          | 21 września 2014    | 16 listopada 2014 | 113 |
| Lindy organizuje joga-ton by uratować skryto skrzele. Logan postanawia jej pomóc, jednak kiedy dowiaduje się od przyjaciół, że dziwnie biega postanawia udawać złamaną nogę, by w nim nie uczestniczyć. Tymczasem przez Delie zostaje wyrzucona zła pracownica z Rumble Juice, więc Delia i Jasmine postanawiają jej pomóc znaleźć inną pracę. Gościnnie: Michael Lanahan jako pan Clark, Alice Hunter jako McKayala Barnes, Dana Powell jako Brenda |                                                                           |                |                                        |                     |                   |     |
| 17 | Złe wiadomości Bad News                                                   | Joel Zwick     | Darin Henry                            | 28 września 2014    | 3 stycznia 2015   | 117 |
| Jasmine zaczyna prowadzić szkolne wiadomości, jednak uczniowi zaczynają twierdzić, że jej wiadomości są nudne. W końcu Logan postanawia jej pomóc. Jasmine jest zazdrosna, gdy okazuje się, że wiadomości prowadzone przez Logana są o wiele ciekawsze. Postanawia być bardziej zabawowa. Tymczasem Delia jest przekonana, że nadciąga Koniec świata, Garrett zaczyna "randkować" z telefoniczną aplikacją, a Lindy otrzymuje korepetycje. Gościnnie: Ron Butler jako pan Kupcheck, Garrett Boyd jako Zach, Lauren Story jako Candy |                                                                           |                |                                        |                     |                   |     |
| 18 | Jedynie dynia Next of Pumpkin                                             | Judd Pillot    | Judd Pillot                            | 5 października 2014 | 10 stycznia 2015  | 120 |
| Garrett postanawia się umówić z dziewczyną na Holla!-Ween Fest, ale przez jego kostium kuli disco zaklinowuje się w labiryncie kukurydzy. Tymczasem dynia Delii rośnie na 10 stóp, więc dziewczyna chce wygrać konkurs na największą dynię. Jasmine chce wziąć udział w konkursie tanecznym, a Lindy nie może wytrzymać, że Logan się do niej nie odzywa przez incydent z alarmem przeciwpożarowym. Gościnnie: Daphne Blunt jako McKylie, Beverly Polcyn jako Great Granny Wrinkles, Richard Hench jako Brodaty mężczyzna, Genevieve Helm jako Carmen, Tyler Peterson jako Dwight, Dan Sachoff jako spiker/klaun, Gabrielle Walsh jako dziewczyna |                                                                           |                |                                        |                     |                   |     |
| 19 | Złodziej roweru Bicycle Thief                                             | Joel Zwick     | Eddie Quintana                         | 2 listopada 2014    | 17 stycznia 2015  | 114 |
| Lindy pożycza ukochany rower Garretta i jedzie nim na przejażdżkę, jednak wkrótce rower zostaje skradziony. Garrett myśląc, że znalazł swój rower bierze go, ale okazuje się, że to rower jakiegoś chłopaka, który wzywa policję. Tymczasem Logan nie ma miejsca w szafce więc dołącza do szkolnej orkiestry, gdyż jej członkowie mają większe szafki, a Delia i Jasmine sprzedają w szkole babeczki. Gościnnie: Felix Avitia jako Rusty, David Barrera jako Policjant, Matthew J. Evans jako Ross |                                                                           |                |                                        |                     |                   |     |
| 20 | Siostra świąteczna Merry Miss Sis                                         | Joel Zwick     | Sarah Jane Cunningham Suzie V. Freeman | 7 grudnia 2014      | 19 grudnia 2014   | 116 |
| Nadchodzą święta. Logan nie wykazuje zbytniego zainteresowania, w przeciwieństwie do Lindy, która kocha święta. Zaczynają się kłócić i w złości Logan wypowiada życzenie, że nie chce mieć siostry. Anioł spełnia jego życzenie. Logan początkowo jest podekscytowany, ale wkrótce okazuje się, że życie bez Lindy jest jeszcze gorsze niż wcześnie. Bez Lindy, Garrett jest brudasem, Delia cheerleaderką, a Jasmine zadaje się z łobuzami. Logan chce zrobić wszystko by siostra wróciła, ale to nie jest takie proste. Gościnnie: Alex Kapp Horner jako Nora Watson, Matt Champagne jako Bob Watson, Reginald Vel Johnson jako Anioł Santos |                                                                           |                |                                        |                     |                   |     |

### Seria 2: 2015
| 21 | Babski wieczór Slumber Party                                                             | Jody Margolin Hahn               | Phil Baker                       | 15 lutego 2015       | 20 czerwca 2015      | 201 |
| Lindy urządza pidżamową imprezę, na którą zaprasza Delię i Jasmine. Ich plany się krzyżują, gdy podczas obrzucania papierem toaletowym domu jednego z nauczycieli zostają aresztowane. Tymczasem Logan pomaga Garrettowi sprzątnąć garaż by mogli stworzyć tam swoją własną jaskinię, ale zostają uwięzieni przez dzikie zwierzę. Gościnnie: Karen Malina White jako Betty LeBow, Paul Rogan jako pan Jenkins Epizodycznie: Dennis Cockrum jako Oficer Wright |                                                                                          |                                  |                                  |                      |                      |     |
| 22 | Nie tak bardzo sekretne życie Moskita The Not-So-Secret Lives of Mosquitoes and Muskrats | Jody Margolin Hahn               | Tom Palmer                       | 1 marca 2015         | 27 czerwca 2015      | 202 |
| Liny i jej przyjaciele stają się źle traktowani w szkole, gdy ich koledzy ze szkolnej drużyny dowiadują się, że Lindy była na randce z chłopakiem z przeciwnej drużyny. Tymczasem Garrett zaczyna wariować, gdy zdaje sobie sprawę, że jako jedyny z paczki się jeszcze nie całował. Gościnnie: Karen Malina White jako Betty LeBow Epizodycznie: Michael Grant jako Jake, Jerry Kernion jako trener Beecroft |                                                                                          |                                  |                                  |                      |                      |     |
| 23 | Lindy schodzi na psy Lindy Goes to the Dogs                                              | Bob Koherr                       | Jeannette Collins                | 8 marca 2015         | 4 lipca 2015         | 203 |
| Pani Detweiler proponuje Lindy by wzięła udział w projekcie, w którym ma się opiekować psem dopóki nie zaadoptuje ich inna rodzina, a potem Lindy dostaje kolejnego psa, którym się musi zajmować. Lindy zakochuje się w psie, którym się opiekuje i nie chce go oddać. Tymczasem Garret dostaje prace w Sokodajni, a Jasmine jest zła, gdyż nauczyciel wybrał projekt Delii, a nie jej. Gościnnie: Karen Malina White jako Betty LeBow Epizodycznie: Annie Sertich jako Monica, Dieterich Gray jako pani Detweiler, Keeshan Giles jako Henry |                                                                                          |                                  |                                  |                      |                      |     |
| 24 | Lindy & Logan Gets Psyched!                                                              | Bob Koherr                       | Erika Kaestle Patrick McCarthy   | 15 marca 2015        | 21 kwietnia 2021     | 205 |
| Delia dołącza do klasy psychologicznej, więc Lindy i Logan są jej pierwszymi pacjentami. Tymczasem Jasmine robi członkom klubu matematycznego Garretta metamorfozę. Gościnnie: Karen Malina White jako Betty LeBow Epizodycznie: Mandalynn Carlson jako Paula |                                                                                          |                                  |                                  |                      |                      |     |
| 25 | Jak pies z kotem Dog Date Afternoon!                                                     | Bob Koherr                       | Tom Palmer                       | 22 marca 2015        | 18 lipca 2015        | 206 |
| Podczas gdy Lindy idzie do łazienki, Delia opiekuje się jej psem. Spotyka chłopaka z psem i umawia się z nim. Mówi mu, że to jej pies. Kiedy idzie na randkę z chłopakiem zabiera psa Lindy, jednak przez przypadek przyprowadza nie tego psa. Tymczasem Logan kupuje gumy, na których są wyzwania i razem z Garrettem rywalizują, kto wypełni więcej coraz trudniejszych wyzwań, a Jasmine jest wolontariuszką w domu starców. Gościnnie: Karen Malina White jako Betty LeBow, Jonathon McClendon jako Brandon Epizodycznie: Carol Locatell jako Carol, Terrence Beaser jako pan Staley, Casey Williams jako pani Webber |                                                                                          |                                  |                                  |                      |                      |     |
| 26 | Logan poznaje prawdę Logan Finds Out!                                                    | Bob Koherr                       | Jim Gerkin                       | 29 marca 2015        | 11 lipca 2015        | 204 |
| Logan jest smutny, gdy jego dziewczyna Erin z nim zrywa. Jasmine jest podekscytowana tym faktem. Delia postanawia wystawić w szkole sztukę i obsadza w niej Lindy i Garretta. Garrett jest zdenerwowany, że musi grać, więc Lindy z radością chce zgarnąć wszystkie jego kwestię. Garrett przypadkowo wygaduje Lindy i Delii, że Jasmine kocha Logana. Lindy i Delia obiecują Jasmine, że nie wygadają Loganowi. Wkrótce gdy Logan i Erin wracają do siebie, Jasmine jest smutna. Idzie do szkolnego teatru i mówi do Logana w kostiumie drzewa, że kocha Logana. Nie wie że to był Logan i myśli, że to Garrett. Później Lindy i Logan rozmawiają w knajpie o Jasmine i Logan mówi siostrze, że wie. Gościnnie: Karen Malina White jako Betty LeBow, Fallon Smythe jako Erin |                                                                                          |                                  |                                  |                      |                      |     |
| 27 | Gdzie by tu zjeść? Food Fight                                                            | Jody Margonlin Hahn              | Michael Fitzpatrick              | 8 kwietnia 2015      | 5 lutego 2016        | 208 |
| Lindy jest podekscytowana, gdy zostaje szkolnym krytykiem kulinarnym. Jej zdanie się zmienia, gdy okazuje się, że jedzenie w jej rodzinnej restauracji jest okropne. Tymczasem Jasmine opiekuje się 9-letnią dziewczynką. Gościnnie: Zoe Pessin jako Aubrey, Paul Rogan jako pan Jenkins Epizodycznie: Skyler Seymour jako Barrett, Tanner Stine jako Hogan |                                                                                          |                                  |                                  |                      |                      |     |
| 28 | Stevie zdobywa Lindy Stevie Likes Lindy                                                  | Bob Koherr                       | Phil Baker                       | 19 kwietnia 2015     | 25 lipca 2015        | 207 |
| Stevie Moops, który jest bogatym dzieciakiem zakochuje się w Lindy i stara się zdobyć jej serce pieniędzmi. Lindy nie jest zainteresowana, ale Logan i Jasmine chcą ją przekonać by ta dała mu szansę. Tymczasem Delia odkrywa, że Garrett posiada prawo jazdy. Gościnnie: Karen Malina White jako Betty LeBow Epizodycznie: Corey Foglemanis jako Stevie Moops, Anthony Alabi jako Chester, Makenna, James jako Quinn, Kimberly D. Brooks jako GPS |                                                                                          |                                  |                                  |                      |                      |     |
| 29 | Zakochać się... w kim? Falling for... Who?                                               | Jody Margolin Hahn               | Erika Kaestle Patrick McCarthy   | 31 maja 2015         | 12 lutego 2016       | 209 |
| Jasmine i Delia pomagają przygotować Lindy szkolne tańce. Garrett chce się nauczyć tańczyć, więc z pomocą przychodzi mu Betty. Logan jest podekscytowany, że idzie na tańce ze swoją dziewczyną Erin dopóki nie widzi na nich Jasmine, która bardzo ładnie wygląda. Lindy nie chce znieść, że Jasmine jest na tańcach sama, więc zapoznaje ją z przypadkowym chłopakiem. Logan nie może oderwać wzroku od Jasmine. Garrett prosi do tańca dziewczynę, która mu się podoba, ale ona odmawia. Lindy postanawia zatańczyć z Garrettem. W domu Logan mówi Lindy, że zerwał z Erin, gdyż zakochał się w Jasmine. Kiedy przychodzi Jasmine Logan chce jej powiedzieć co czuje, ale Jasmine przedstawia im jej nowego chłopaka. Logan jest smutny. Gościnnie: Karen Malina White jako Betty LeBow, Fallon Smythe jako Erin, Jonathon McClendon jako Brandon, Reed Alavarado jako Owen, Theodore Barnes jako Kevin LeBow Epizodycznie: Sam Adler jako Adam, John Capelos jako wujek Patsy |                                                                                          |                                  |                                  |                      |                      |     |
| 30 | Urodziny Lindy i Logana Lindy and Logan's Brrrrthday!                                    | Erika Kaestle                    | Jim Gerkin                       | 7 czerwca 2015       | 19 lutego 2016       | 210 |
| Plany 16 urodzin Lindy i Logana krzyżują się przez straszną pogodę. Gościnnie: Karen Malina White jako Betty LeBow |                                                                                          |                                  |                                  |                      |                      |     |
| 31 | Dziewczyny, naprzód! Cheer Up Girls                                                      | Neal Israel                      | Jeanette Collins & Mimi Friedman | 21 czerwca 2015      | 26 lutego 2016       | 212 |
| Lindy, Jasmine i Delia dowiadują się, że ich szkoła zabrania cheerleaderowania żeńskim drużynom sportowym, więc dziewczyny same postanawiają je dopingować. Tymczasem Logan organizuje w Sokodajni imprezy urodzinowe dla dzieci co prowadzi do wielu niespodzianek. Gościnnie: Karen Malina White jako Betty LeBow Gość specjalny: RaeLynn jako ona sama |                                                                                          |                                  |                                  |                      |                      |     |
| 32 | Randka z Lindy Lindy in the Middle                                                       | Jonathan A. Rosenbaum            | Erinne Dobson                    | 10 lipca 2015        | 4 marca 2016         | 211 |
| Lindy postanawia zeswatać Garretta z jedną dziewczyną, ale okazuje się, że jest ona całkiem inna niż Lindy myślała. Gościnnie: Karen Malina White jako Betty LeBow, Zoe Pessin jako Aubrey Epizodycznie: Anna Grace Barlow jako Hayley |                                                                                          |                                  |                                  |                      |                      |     |
| 33 | Detektyw Watson na tropie Elementary, My Dear Watson                                     | Jean Sagal                       | Tom Palmer                       | 24 lipca 2015        | 11 marca 2016        | 213 |
| Kiedy syrena mgłowa Betty zostaje skradziona z Sokodajni, Logan rozpoczyna prywatne śledztwo. Wszyscy są podejrzani. Gościnnie: Karen Malina White jako Betty LeBow, Theodore Barnes jako Kevin LeBow |                                                                                          |                                  |                                  |                      |                      |     |
| 34 | Lindy psuje Garretta Lindy Breaks Garrett                                                | Bob Koherr                       | Tom Palmer                       | 7 sierpnia 2015      | 18 marca 2016        | 214 |
| Kiedy Delia i Jasmine umawiają się na randki ze swoimi chłopakami, plany Lindy na babskie popołudnie krzyżują się, więc ta zabiera Logana i Garretta do spa na przyjacielski wypad. Gościnnie: Karen Malina White jako Betty LeBow, Reed Alvarado jako Owen, Jonathon McClendon jako Brandon |                                                                                          |                                  |                                  |                      |                      |     |
| 35 | Psi tata Doggie Daddy                                                                    | Erika Kaestle & Patrick McCarthy | Bob Koherr                       | 14 sierpnia 2015     | 25 marca 2016        | 215 |
| Kiedy pies, którym zająć ma się Lindy zaczyna bardziej lubić Logana, Lindy postanawia rywalizować z nim o uczucia psa. Tymczasem Jasmine przypadkowo sprzedaje figurkę Garretta na garażowej wyprzedaży. Gościnnie: Karen Malina White jako Betty LeBow, Zoe Pessin jako Aubrey |                                                                                          |                                  |                                  |                      |                      |     |
| 36 | W rytmie perkusji i serca Drum Beats, Heart Beats                                        | Bob Koherr                       | Phil Baker                       | 11 września 2015     | 1 kwietnia 2016      | 216 |
| Jasmine chce się nauczyć grać na perkusji od Logana w efekcie czego zaczyna spędzać z nim wiele czasu. Wkrótce odkrywa, że nadal coś do niego czuje mimo tego iż jest z Owenem. Tymczasem Garrett musi uczyć nową pracownicę w knajpie. Gościnnie: Karen Malina White jako Betty LeBow, Reed Alvarado jako Owen Epizodycznie: Allisyn Ashley Arm jako Shelley |                                                                                          |                                  |                                  |                      |                      |     |
| 37 | Panie doktorze The Doctor Is In                                                          | Erika Kaestle                    | Jim Gerkin                       | 18 września 2015     | 29 kwietnia 2021     | 217 |
| Lindy zakochała się w młodym weterynarzu Scotcie, jednak staje się zdenerwowana, gdy Logan się z nim zaprzyjaźnia. Tymczasem Garrett dostaje pracę w barze szybkiej obsługi, jednak nie wie jak powiedzieć Betty, że odchodzi. Gościnnie: Karen Malina White jako Betty LeBow Epizodycznie: Matthew Bohrer jako Tim Thomas, Patricia Belcher jako Candy, Danielle Bisutti jako pani Clegg Gość specjalny: Bradley Steven Perry jako Scott Gabriel |                                                                                          |                                  |                                  |                      |                      |     |
| 38 | Kąśliwe Halloween Bite Club                                                              | Bob Koherr                       | Jennette Collins & Mimi Friedman | 2 października 2015  | 27 października 2015 | 218 |
| Delia i Logan jadą do Nowego Jorku na największą halloweenową imprezę przebrani za Alberta Einsteina i Marię Antoninę. Spotykają tam Deza i Trish. Tymczasem Jasmine podejrzewa, że Lindy jest wampirką. Gościnnie: Karen Malina White jako Betty LeBow Goście specjalni: Raini Rodriguez jako Trish de La Rosa, Calum Worthy jako Dez Wade Nota: Odcinek jest crossoverem z serialem Austin i Ally, w którym występują Raini Rodriguez i Calum Worthy z tamtego serialu. Odcinek jest także częścią halloweenowego weekendu Disneya. |                                                                                          |                                  |                                  |                      |                      |     |
| 39 | Ratownicy The Rescuers                                                                   | Bob Koherr                       | Phil Baker                       | 16 października 2015 | 30 kwietnia 2021     | 219 |
| Paczka stara się wystawić wielki musical by ochronić zwierzęta w schronisku. Tymczasem Jasmine i Logan w końcu mówią sobie nawzajem o swoich uczuciach. Gościnnie: Karen Malina White jako Betty LeBow, Reed Alavarado jako Owen, Jonathon McClendon jako Brandon, Theodore Barnes jako Kevin LeBow Epizodycznie: Daryl Crittenden jako Colin Nota: Jest to ostatni odcinek serialu. |                                                                                          |                                  |                                  |                      |                      |     |